# کرل (نرم‌افزار)
کرل (cURL) یک نرم‌افزار کامپیوتری است که کتابخانه و ابزار واسط خط فرمان برای انتقال داده بین پروتکل‌های گوناگون را فراهم می‌کند. پروژه cURL دو محصول cURL و libcurl را تولید می‌کند. این نرم‌افزار نخستین بار در سال ۱۹۹۷ میلادی انتشار یافت.

## نمونه استفاده
از مهم‌ترین موارد استفاده از کرل، تایپ کردن curl در خط فرمان و سپس URL خروجی برای بازیابی است:
```
$ 
curl
 
www.example.com

```

کرل به‌طور پیش فرض خروجی را که بازیابی می‌کند به خروجی استاندارد مشخص شده در سیستم (معمولاً پنجره ترمینال) نمایش می‌دهد، بنابراین اجرای دستور بالا، در اکثر سیستم‌ها، کد منبع www.example.com را در پنجره ترمینال نمایش می‌دهد. به جای آن می‌توان از پرچم -o برای ذخیره خروجی در یک فایل استفاده کرد:
```
$ 
curl
 
-o
 
example.html
 
www.example.com

```

گزینه های بیشتری برای تغییر رفتار ابزار موجود است.